# Małgorzata Stasiak
Małgorzata Stasiak z d. Kucińska (ur. 5 listopada 1988 w Skwierzynie) – polska piłkarka ręczna, reprezentantka kraju, grająca na pozycji rozgrywającej.

## Kariera klubowa
Jest wychowanką klubu UKS 20 Gorzów Wielkopolski. Trenowała siedmiobój lekkoatletyczny, ale w ostatniej klasie gimnazjum jej wzrost zwrócił uwagę nauczycieli, którzy zabrali ją na turniej piłki ręcznej. W wieku 15 lat podjęła naukę w Szkole Mistrzostwa Sportowego w Gliwicach. Po maturze przeszła do Zgody Ruda Śląska, grającej w ekstraklasie. W najwyższej klasie rozgrywkowej zadebiutowała 1 września 2007 roku, zdobywając jedną bramkę w meczu ze Startem Elbląg. Po likwidacji Zgody zimą 2011 roku podjęła grę w SPR Lublin, gdzie grała przez dwa i pół sezonu. Następnie przez trzy lata występowała w Pogoni Szczecin, w każdym sezonie zdobywając ponad 100 bramek. W sezonie 2016/17 przebywała na urlopie macierzyńskim i wychowawczym, a po nim ponownie stała się częścią zespołu z Lublina. We wrześniu 2019 roku doznała kontuzji, która wyeliminowała ją z gry na resztę sezonu. Do powrotu na boisko w kampanii 2019/20 nie doszło z uwagi na skrócenie rozgrywek z powodu pandemii COVID-19. 4 kwietnia 2020 roku poinformowała o zakończeniu kariery sportowej.
W trakcie kariery charakteryzowała się dobrymi warunkami fizycznymi i silnym rzutem z drugiej linii. W 2012 roku wraz z drużyną WSSP w Lublinie zdobyła złoty medal Europejskich Igrzysk Studenckich (imprezy rangi akademickich mistrzostw Europy) w hiszpańskiej Kordobie, zdobywając 30 bramek w 5 meczach i będąc najlepszą strzelczynią meczu finałowego (9 bramek).

## Kariera reprezentacyjna
W czasie nauki w Szkole Mistrzostwa Sportowego była powoływana do młodzieżowych reprezentacji Polski. Pierwszą międzynarodową imprezą rangi mistrzowskiej, na której grała, były mistrzostwa Europy juniorek w 2006 roku, gdzie Polki wywalczyły 10. miejsce. Była w kadrze, która zajęła 13. miejsce na Młodzieżowych Mistrzostwach Europy w 2007 roku. W 2012 roku była w składzie reprezentacji, która w brazylijskim Blumenau zdobyła brązowy medal Akademickich Mistrzostw Świata.
W seniorskiej reprezentacji zadebiutowała 17 listopada 2009 roku w spotkaniu z USA. W 2013 i 2015 roku wystąpiła na mistrzostwach świata, zajmując z drużyną w obu startach 4. miejsce. W 2016 roku była w kadrze na kwalifikacje olimpijskie w Rosji. Łącznie zagrała w 56 spotkaniach reprezentacji, w których zdobyła 102 bramki.
| Mecze i bramki w reprezentacji | Mecze i bramki w reprezentacji | Mecze i bramki w reprezentacji | Mecze i bramki w reprezentacji | Mecze i bramki w reprezentacji | Mecze i bramki w reprezentacji | Mecze i bramki w reprezentacji |
| Lp.                            | Data                           | Miasto                         | Przeciwnik                     | Bramki                         | Wynik (Polska:przeciwnik)      | Rozgrywki                      |
| ------------------------------ | ------------------------------ | ------------------------------ | ------------------------------ | ------------------------------ | ------------------------------ | ------------------------------ |
| 1.                             | 17.11.2009                     | Chorzów                        | Stany Zjednoczone              | 3                              | 45:8                           | towarzyski                     |
| 2.                             | 20.11.2009                     | Pápa                           | Holandia                       | 6                              | 35:24                          | towarzyski                     |
| 3.                             | 21.11.2009                     | Győr                           | Węgry                          | 1                              | 22:32                          | towarzyski                     |
| 4.                             | 31.03.2010                     | Chorzów                        | Rosja                          | 3                              | 26:35                          | el. ME 2010                    |
| 5.                             | 4.04.2010                      | Czechow                        | Rosja                          | 0                              | 20:35                          | el. ME 2010                    |
| 6.                             | 26.05.2010                     | Pljevlja                       | Czarnogóra                     | 1                              | 32:35                          | el. ME 2010                    |
| 7.                             | 30.05.2010                     | Piotrków Trybunalski           | Słowacja                       | 0                              | 24:23                          | el. ME 2010                    |
| 8.                             | 25.09.2010                     | Elbląg                         | Chiny                          | 0                              | 30:21                          | towarzyski                     |
| 9.                             | 24.11.2011                     | Londyn                         | Chiny                          | 3                              | 30:30                          | towarzyski                     |
| 10.                            | 25.11.2011                     | Londyn                         | Słowacja                       | 4                              | 25:19                          | towarzyski                     |
| 11.                            | 26.11.2011                     | Londyn                         | Angola                         | 3                              | 26:25                          | towarzyski                     |
| 12.                            | 27.11.2011                     | Londyn                         | Austria                        | 0                              | 22:23                          | towarzyski                     |
| 13.                            | 22.03.2012                     | Loughborough                   | Wielka Brytania                | 4                              | 33:20                          | el. ME 2012                    |
| 14.                            | 25.03.2012                     | Elbląg                         | Wielka Brytania                | 1                              | 29:20                          | el. ME 2012                    |
| 15.                            | 27.05.2012                     | Gdynia                         | Niemcy                         | 4                              | 22:27                          | towarzyski                     |
| 16.                            | 30.05.2012                     | Kwidzyn                        | Rosja                          | 3                              | 30:22                          | el. ME 2012                    |
| 17.                            | 3.06.2012                      | Podgorica                      | Czarnogóra                     | 6                              | 23:32                          | el. ME 2012                    |
| 18.                            | 4.10.2012                      | Oderzo                         | Włochy                         | 1                              | 32:11                          | el. MŚ 2013                    |
| 19.                            | 7.10.2012                      | Legionowo                      | Białoruś                       | 1                              | 29:19                          | el. MŚ 2013                    |
| 20.                            | 21.11.2012                     | Elbląg                         | Litwa                          | 4                              | 48:18                          | el. MŚ 2013                    |
| 21.                            | 24.11.2012                     | Poniewież                      | Litwa                          | 1                              | 32:19                          | el. MŚ 2013                    |
| 22.                            | 28.11.2012                     | Kwidzyn                        | Włochy                         | 4                              | 39:12                          | el. MŚ 2013                    |
| 23.                            | 2.12.2012                      | Mohylew                        | Białoruś                       | 1                              | 30:22                          | el. MŚ 2013                    |
| 24.                            | 22.03.2013                     | Papendal                       | Holandia                       | 2                              | 25:32                          | towarzyski                     |
| 25.                            | 23.03.2013                     | Elderveld                      | Holandia                       | 2                              | 22:26                          | towarzyski                     |
| 26.                            | 23.10.2013                     | Podgorica                      | Czarnogóra                     | 1                              | 21:25                          | el. ME 2014                    |
| 27.                            | 27.10.2013                     | Lublin                         | Czechy                         | 1                              | 19:22                          | el. ME 2014                    |
| 28.                            | 29.11.2013                     | Elbląg                         | Brazylia                       | 1                              | 29:25                          | towarzyski                     |
| 29.                            | 7.12.2013                      | Zrenjanin                      | Paragwaj                       | 1                              | 40:6                           | MŚ 2013                        |
| 30.                            | 9.12.2013                      | Zrenjanin                      | Hiszpania                      | 0                              | 20:26                          | MŚ 2013                        |
| 31.                            | 10.12.2013                     | Zrenjanin                      | Angola                         | 0                              | 32:23                          | MŚ 2013                        |
| 32.                            | 12.12.2013                     | Zrenjanin                      | Argentyna                      | 3                              | 31:17                          | MŚ 2013                        |
| 33.                            | 13.12.2013                     | Zrenjanin                      | Norwegia                       | 0                              | 18:23                          | MŚ 2013                        |
| 34.                            | 18.12.2013                     | Nowy Sad                       | Francja                        | 0                              | 22:21                          | MŚ 2013                        |
| 35.                            | 20.12.2013                     | Belgrad                        | Serbia                         | 1                              | 18:24                          | MŚ 2013                        |
| 36.                            | 22.12.2013                     | Belgrad                        | Dania                          | 0                              | 26:30                          | MŚ 2013                        |
| 37.                            | 30.03.2014                     | Zielona Góra                   | Portugalia                     | 0                              | 29:21                          | el. ME 2014                    |
| 38.                            | 19.03.2015                     | Dijon                          | Norwegia                       | 0                              | 27:26                          | towarzyski                     |
| 39.                            | 21.03.2015                     | Besançon                       | Francja                        | 4                              | 20:26                          | towarzyski                     |
| 40.                            | 30.05.2015                     | Elbląg                         | Islandia                       | 2                              | 25:18                          | towarzyski                     |
| 41.                            | 6.06.2015                      | Użhorod                        | Ukraina                        | 3                              | 24:18                          | el. MŚ 2015                    |
| 42.                            | 14.06.2015                     | Szczecin                       | Ukraina                        | 5                              | 30:22                          | el. MŚ 2015                    |
| 43.                            | 7.10.2015                      | Lubin                          | Finlandia                      | 2                              | 29:12                          | el. ME 2016                    |
| 44.                            | 10.10.2015                     | Šaľa                           | Słowacja                       | 1                              | 23:21                          | el. ME 2016                    |
| 45.                            | 25.11.2015                     | Lipsk                          | Niemcy                         | 0                              | 31:20                          | towarzyski                     |
| 46.                            | 28.11.2015                     | Zielona Góra                   | Czarnogóra                     | 3                              | 28:26                          | towarzyski                     |
| 47.                            | 5.12.2015                      | Næstved                        | Kuba                           | 1                              | 27:22                          | MŚ 2015                        |
| 48.                            | 6.12.2015                      | Næstved                        | Szwecja                        | 5                              | 30:31                          | MŚ 2015                        |
| 49.                            | 14.12.2015                     | Herning                        | Węgry                          | 0                              | 24:23                          | MŚ 2015                        |
| 50.                            | 16.12.2015                     | Herning                        | Rosja                          | 1                              | 21:20                          | MŚ 2015                        |
| 51.                            | 18.12.2015                     | Herning                        | Holandia                       | 0                              | 25:30                          | MŚ 2015                        |
| 52.                            | 9.03.2016                      | Koszalin                       | Węgry                          | 3                              | 24:27                          | el. ME 2016                    |
| 53.                            | 13.03.2016                     | Érd                            | Węgry                          | 3                              | 26:25                          | el. ME 2016                    |
| 54.                            | 18.03.2016                     | Astrachań                      | Rosja                          | 2                              | 25:27                          | kwal. IO 2016                  |
| 55.                            | 19.03.2016                     | Astrachań                      | Szwecja                        | 0                              | 24:30                          | kwal. IO 2016                  |
| 56.                            | 20.03.2016                     | Astrachań                      | Meksyk                         | 1                              | 36:14                          | kwal. IO 2016                  |

W 2014 roku uhonorowano ją Brązową Odznaką Związku Piłki Ręcznej w Polsce. Z wykształcenia jest fizjoterapeutką.

## Sukcesy
- Mistrzostwa Polski:
  -  (3x) (2012/13, 2018/19, 2019/20)
  -  (2x) (2010/11, 2015/16)
  -  (2x) (2011/12, 2014/15)
- Puchar Polski:
  -  (2x) (2011/2012, 2017/218)
- Challenge Cup:
  -  (1x) (2017/2018)
- Akademickie mistrzostwa świata:
  -  (1x) (2012)

## Statystyki kariery
| Sezon                         | Klub                          | Mistrzostwa Polski            | Mistrzostwa Polski | Mistrzostwa Polski | Puchar Polski | Puchar Polski | Europejskie puchary | Europejskie puchary | Europejskie puchary | Suma | Suma |
| ----------------------------- | ----------------------------- | ----------------------------- | ------------------ | ------------------ | ------------- | ------------- | ------------------- | ------------------- | ------------------- | ---- | ---- |
| Sezon                         | Klub                          | Liga                          | M                  | B                  | M             | B             | Rozgrywki           | M                   | B                   | M    | B    |
| 2007/08                       | Zgoda Ruda Śląska-Bielszowice | Ekstraklasa                   | 28                 | 51                 | ?             | ?             | Challenge Cup       | 2                   | 4                   | 30   | 51   |
| 2008/09                       | Zgoda Ruda Śląska-Bielszowice | Ekstraklasa                   | 24                 | 49                 | ?             | ?             |                     |                     |                     | 24   | 49   |
| 2009/10                       | Zgoda Ruda Śląska             | Ekstraklasa                   | 28                 | 144                | ?             | ?             |                     |                     |                     | 28   | 144  |
| 2010/11                       | Zgoda Ruda Śląska             | PGNiG Superliga               | 11                 | 57                 |               |               |                     |                     |                     | 11   | 57   |
| Suma - Zgoda Ruda Śląska      | Suma - Zgoda Ruda Śląska      | Suma - Zgoda Ruda Śląska      | 91                 | 301                | ?             | ?             | -                   | 2                   | 4                   | 93   | 305  |
| 2010/11                       | SPR Lublin                    | PGNiG Superliga               | 20                 | 55                 | 4             | 9             |                     |                     |                     | 24   | 64   |
| 2011/12                       | SPR Lublin                    | PGNiG Superliga               | 30                 | 119                | 5             | 23            | Puchar EHF          | 2                   | 7                   | 37   | 149  |
| 2012/13                       | SPR Lublin                    | PGNiG Superliga               | 28                 | 121                | 4             | 13            | PZP                 | 4                   | 12                  | 36   | 146  |
| Suma - SPR Lublin             | Suma - SPR Lublin             | Suma - SPR Lublin             | 78                 | 295                | 13            | 45            | -                   | 6                   | 19                  | 97   | 359  |
| 2013/14                       | Pogoń Baltica Szczecin        | PGNiG Superliga               | 31                 | 135                | 3             | 17            |                     |                     |                     | 34   | 152  |
| 2014/15                       | Pogoń Baltica Szczecin        | PGNiG Superliga               | 23                 | 103                | 4             | 16            | Challenge Cup       | 10                  | 32                  | 37   | 151  |
| 2015/16                       | Pogoń Baltica Szczecin        | PGNiG Superliga               | 25                 | 114                | 4             | 22            | Puchar EHF          | 4                   | 12                  | 33   | 148  |
| Suma - Pogoń Baltica Szczecin | Suma - Pogoń Baltica Szczecin | Suma - Pogoń Baltica Szczecin | 79                 | 352                | 11            | 55            | -                   | 14                  | 44                  | 104  | 451  |
| 2017/18                       | Perła Lublin                  | PGNiG Superliga               | 13                 | 29                 | 5             | 5             | Puchar EHF          | 8                   | 9                   | 26   | 43   |
| 2018/19                       | Perła Lublin                  | PGNiG Superliga               | 23                 | 53                 | 2             | 5             | Puchar EHF el. LM   | 0 2                 | 0 2                 | 27   | 60   |
| 2019/20                       | Perła Lublin                  | PGNiG Superliga               | 1                  | 3                  | 0             | 0             | Liga Mistrzyń       | 0                   | 0                   | 1    | 3    |
| Suma - Perła Lublin           | Suma - Perła Lublin           | Suma - Perła Lublin           | 37                 | 85                 | 7             | 10            | -                   | 10                  | 11                  | 54   | 106  |
| Suma kariery                  | Suma kariery                  | Suma kariery                  | 285                | 1033               | 31            | 110           | -                   | 32                  | 78                  | 348  | 1221 |